# Vicinal

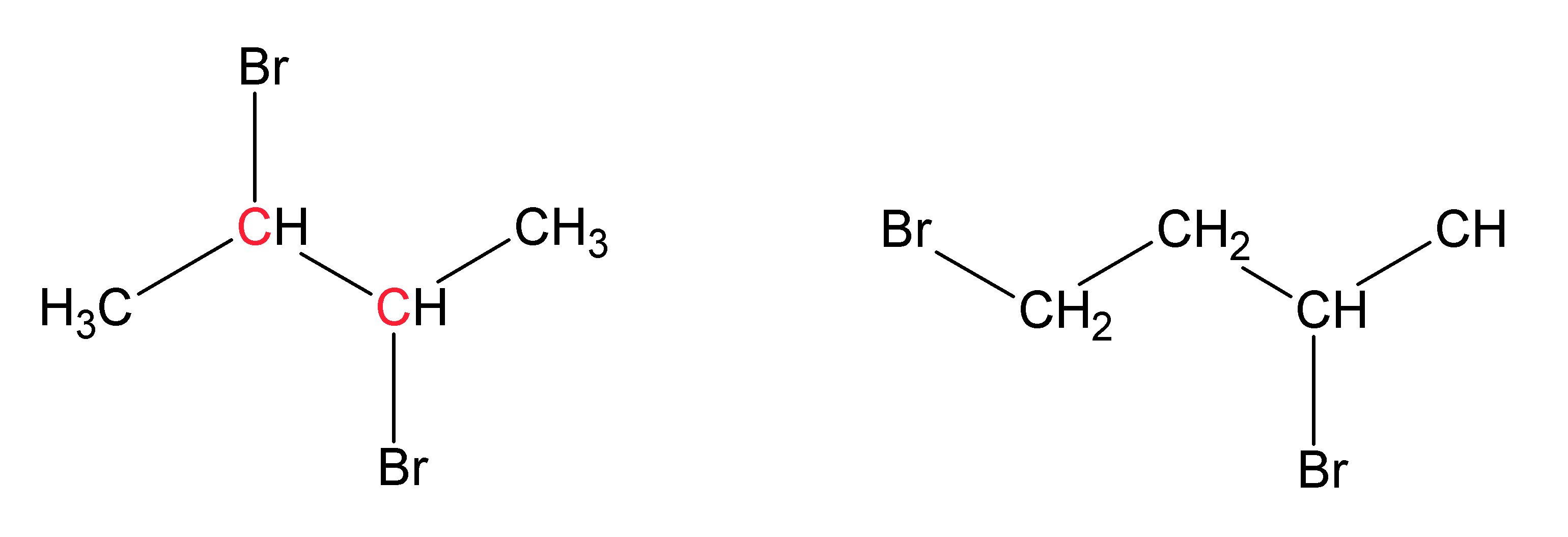
2,3-dibromobutano (à esquerda) e 1,3-dibromobutano (à direita). Carbonos contendo grupos funcionais vicinais estão marcados em vermelho.

Em química vicinal (do Latim vicinus = vizinhança) aplica-se a quaisquer dois grupos funcionais ligados a dois átomos de carbono adjacentes. Por exemplo a molécula 2,3-dibromobutano carrega dois átomos viscinais de bromo e o 1,3-dibromobutano não.
Da mesma forma em um gem-dibrometo o prefixo gem, uma abreviação de geminal, sinaliza que ambos os átomos de bromo são ligados ao mesmo átomo. Por exemplo, 1,1-dibromobutano é geminal.
Como outros conceitos tais como sin, anti, exo ou endo, a descrição vicinal ajuda a explicar como diferentes partes de uma molécula são relacionados a cada outra, tanto estruturalmente como espacialmente. O adjetivo vicinal é algumas vezes restrito àquelas moléculas com dois grupos funcionais idênticos. O termo pode também ser estendido a substituintes em anéis aromáticos.